# SADS-CoV
SADS-CoV – swine acute diarrhea syndrome coronavirus, nebo též porcine enteric alphacoronavirus (PEAV) je koronavirus příbuzný HKU2 koronaviru přenášenému některými druhy vrápencovitých netopýrů v Číně. Způsobuje smrtelné onemocnění prasat a je potenciálně přenosný na člověka. Byl popsán roku 2016, kdy způsobil rozsáhlý úhyn selat na čtyřech farmách v provincii Kuang-tung v Číně.

## Popis a vlastnosti
SADS-CoV patří do stejné podčeledi Orthocoronavirinae, tzn. obalených, positive-sense, single-strand RNA koronavirů, kam patří i betakoronavirus SARS-CoV-2, který způsobuje onemocnění covid-19 u člověka a dalších savců. SADS-CoV je řazen do skupiny alfakoronavirů, které cirkulují v lidské populaci (HCoV-229E a HCoV-NL63), způsobují mírné nachlazení a byly popsány jako patogen u koček a psů.  
U prasat SADS-CoV napadá přednostně výstelku trávicího traktu a způsobuje těžké průjmy a zvracení. Je z 98,48 % identický s viry HKU2, které byly izolovány z trusu několika druhů vrápenců (Rhinolophus sinicus, Rhinolopus pusillus, Rhinolopus rex, Rhinolopus affinus). Virus má potenci infikovat široké spektrum lidských buněk. V experimentech in vitro se úspěšně replikoval v kulturách plicních a jaterních buněk a zejména v několika liniích buněk střevního epitelu. Využívá přitom jiné receptory než ACE-2, DPP4, nebo CD13. Sérové protilátky proti jiným lidským koronavirům proti němu nechrání a virus SADS-CoV může být potenciálním zdrojem další zoonózy jako viry SARS. Navíc představuje nové nebezpečí pro chov prasat, který v USA už roku 2012 zcela zdevastoval jiný koronavirus pocházející z Číny.
Účinným lékem proti SADS-CoV je remdesivir, ale nanejvýš žádoucí je vývoj vakcíny, kterou by bylo možné ochránit chovy prasat a předejít přenosu na člověka.